# Sifonogamia

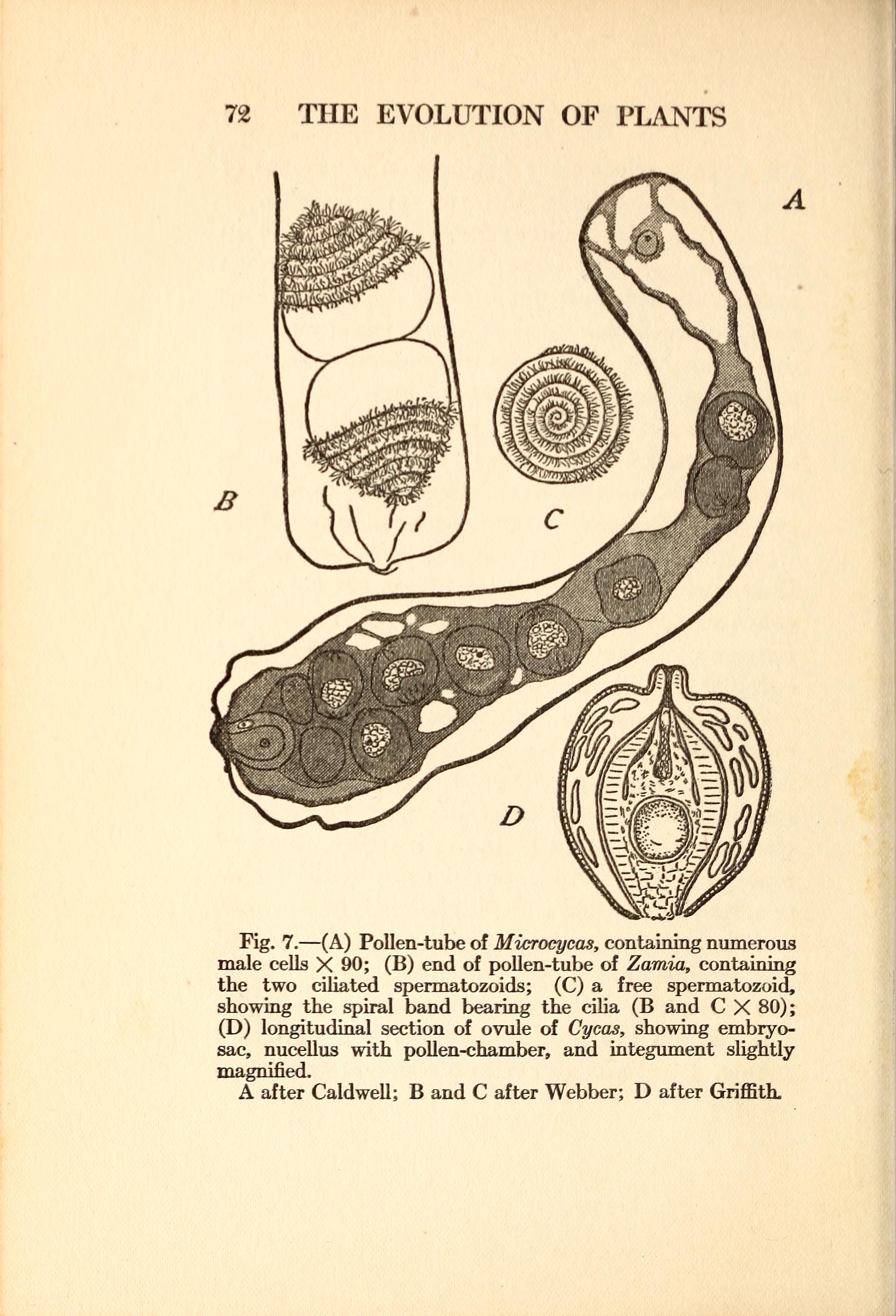
Tubos polínicos, esperma e óvulo de uma Cycadophyta.

Sifonogamia é um tipo de fecundação em plantas que ocorre a formação de um tubo polínico dentro do qual os gametas masculinos são transportados até as proximidades do gameta feminino (a oosfera). Representa um modo de adaptação ao meio terrestre, uma vez que os gametas não entram, assim, em contacto com o meio externo nem dependem a da existência de água livre para poderem atingir a oosfera..

## Descrição
Esta estratégia de fecundação permite que os gametas masculinos sejam imóveis, por isso desprovidos de flagelos, pois não dependem de meio líquido para atingirem a oosfera. As células reprodutivas das plantas dos grupos que usam esta estratégia reprodutora não têm centríolos, pois não ocorrem os flagelos a eles ligados.
As plantas com sementes são sifonogâmicas, enquanto nas plantas inferiores as células masculinas geralmente nadam para os ovos. Como consequência, os espermatófitos são por vezes designados por plantas sifonogâmicas.  O grupo inclui as Coniferophyta, Gnetophyta e Anthophyta. Porém, nas Cycadophyta há gametas masculinos flagelados (anterozoides) que também não entram em contacto com o meio externo, mas nadam num líquido presente na câmara arquegonial para alcançar a oosfera..